# 加斯帕·德·卡瓦哈尔
加斯帕·德·卡瓦哈尔（1500年—?），西班牙道明會传教士，生于西班牙埃斯特雷马杜拉。
1533年赴秘鲁，致力于向原住民传教。1540年卡瓦哈尔与皮萨罗一起参加了对奎西奥斯及亚马逊地区的探险。数月后皮萨罗等人到达卡内洛斯，本来应到此为止，但听到黄金城的传闻后继续向前。他们很快发现自己被有敌意的土著人保卫。到纳波河后，皮萨罗派弗朗西斯科·德·奥雷利亚纳带领一支小队（包括卡瓦哈尔）沿河而下。到达纳波与亚马逊交汇点后，奥雷利亚纳准备放弃，卡瓦哈尔等人抗议。1952年探险队回到Quito。后来卡瓦哈尔又被派往图库曼传教。后来他还成为殖民地的官员。